# Југо
Југо (Yugo) је уобијачено име за аутомобил који је од 1980. до 2008. производила фабрика „Застава аутомобили“ из Крагујевца. У току израде пројекета носио је назив Застава 102, а јавности је представљен марта 1980. као Застава Југо 45. Током производње, на тржишту је био познат и као — Југо Корал (Yugo Koral), Југо Темпо (Yugo Tempo) и Застава Корал (Zastava Koral).
У току своје 28 година дуге производње, од 28. новембра 1980. до 11. новембра 2008. произведен је у 794.428 примерака. Стохиљадити примерак произведен је 1985, а петстохиљадити 1990. године. Рекордна годишња производња била је 1989, када је са монтажних трака сишло 118.237 комада. Аутомобил је више пута технички и естетски унапређиван, али је до краја производње задржао свој препознатљиви облик. Године 1988. добио је назив „Корал”, који је уз разне додатке задржао до краја производње. Производио се у варијантама са мотором од 45, 55 и 65 коњских снага, запремине 900, 1.100 и 1.300 кубика. Био је најизвоженији Заставин аутомобили и једини југословенски аутомобил који је извожен у Сједињене Америчке Државе (1985—1991). Од укупно 256.691 извезених модела, њих 141.511 су извезени у САД.

## Настанак модела
Након покретања производње Заставе 101, 1971. руководство Завода „Црвена застава” одлучило је да наставе добру сарадњу са „Фијатом” и крену са креирањем новога пројекта. Исте године отворен је пројекат новог путничког аутомобила, под кодираним именом „Y”, који је према замисли требао да буде позициониран између Заставе 750 и Заставе 101, са циљем да у перспективи замени тада још увек тражен модел 750. Због проблема око уходавања серијске производње Заставе 101, поготово производње мењача и мотора, нови пројекат је стављен у други план. Након испитивања тржишта, јавности је 1975. представљен пројекат новог модела који је носио назив „Застава 102”. Исте године са партнерима из Италије уговорена је комплетна техничка и логистичка подршка и одлучено да ново возило буде модерне концепције са предњим погоном и попречно постављеним мотором напред, као код модела „101”.
Потписивањем Уговора о техничкој и логистичкој подршци са „Фијатом” приликом конструкције новог модела, стручњаци „Заставе” добили су увид у техничку документацију Фијата 127, који се производио од 1971. године. Овај модел настао је на основи одбачене „хечбек” верзије Фијата 128 са троје врата. На основу цртежа и гипсаних модела у размери 1:5 израђених у Институту за аутомобиле у Крагујевцу, 1977. је одабран дизајн екстеријера и ентеријера новог возила, а затим се приступило и изради документације за прототип и изради појединих механичких делова, на којима се видео утицај Фијата 127 и Заставе 101. Након одабира механичких склопова и завршетка комплетне прототипне документације израђена су 1978. прва четири прототипа Заставе 102, која су представљала резултат рада стилиста и конструктора из „Заставе”. Један од ова четири прототипа поклоњен је председнику СФРЈ Јосипу Брозу Титу, приликом његове посете Крагујевцу 2. октобра 1978, док су остала три прототипа, подвргнута тестирању у Југославији и Италији. Наредне 1979. израђено је још десет прототипова за даља испитивања, а цена једног ручно склопљеног прототипа процењена је на око 12 милиона нових динара.
Тестирање Заставе 102 почело је почетком јануара 1979. и трајало је до почетка априла. Вршено је на Црногорском приморју, где је аутомобил вожен сваког дана у четири смене и прешао 100.000 km, а настављено је на Златибору, где је пређено још 10.000 km. Возило је свакодневно праћено и прегледано да ли има промене на шкољци и осталим елементима. Након што је ауто дизајнерски био потпуно комплетан, највећа дискусија и расправа вођена је око одабира погонског агрегата. Приликом тестирања, у неке од прототипова убачен је мотор „128А” од 1.116 cm³ из Заставе 101, а у поједине је уграђиван мотор „850А” запремине 848 cm³ из Заставе 850. Од слабијег мотора се одустало, јер је био преслаб, а од јачег јер је би значајно дигао цену возила, па је на крају одлучено да се за потребе новог возила од „Фијата” откупи техничка документација за производњу мотора „100GL” од 903 cm³ са 45 KS који је уграђиван у Фијат 127. Крајем 1979. одржана је јавни конкурс за комерцијално име новог модела, а међу 3.000 предлога одабран је назив „Југо”, односно „Југо 45”.
Прву презентацију јавности Југо 45 имао је на 19. међународном сајаму аутомобила у Београду, одржаном од 28. марта до 6. априла 1980. године. Авансне уплате почеле су да се примају на сајму, а потом и широм продајне мреже „Заставе”. Како серијска производња још није почела тада су формирани спискови са редоследом испоруке, а прве испоруке биле су планиране за децембар. До краја 1980. примљено је преко 4.000 уплата. Први купац аутомобила био је Милош Рацић, професор из Крагујевца, који је возило уплатио 29. марта, а испоручно му је 21. децембра. Серијска производња Југа 45 почела је 28. новембра 1980. уочи празника Дана републике. Почетку серијске проиводње присуствовали су председник Савезног извршног већа Веселин Ђурановић, као и група друштвено-политичких радника СР Србије — председник Скупштине СР Србије Душан Чкребић, председник Извршног већа Скупштине Иван Стамболић, потпредседник СИВ Бранислав Иконић и др. До краја 1980. проиведено је укупно 138 комада.

## Развој модела

### 1980—1990.
Прве две године Југо 45 је произвођен само у основној верзији, а током 1981. произведено је 9.715, а 1982. 14.414 примерака. На Сајму аутомобила у Београду марта 1983. представљене су нове варијанте Југа — поред стандардног Југа 45 у понуди је био и Југо 55, који је имао мотор од Заставе 101 (1.116 ccm³ и 55 KS). Поред основних у понуди су били модели 45L и 55L који су имали нешто богатију опрему — тапацири врата од велура, наслони за главу на предњим седиштима, задњи бочни прозор који се отварао, рикверц светло, итд. Исте године дошло је до промене имена из Jugo у Yugo. Нови нази био је примеренији страним тржиштима, пошто је исте године почео извоз у Уједињено Краљевство, Холандију и друге земље. Наредне 1984. испоручена су три пробна Југа у Сједињене Америчке Државе, где су маја 1984. представљена на Сајму аутомобила у Лос Анђелесу. Како ови аутомобили нису испунили америчке стандарде извршено је више од 400 измена па је на Сајму аутомобила у Београду 1985. јавности представљен нови побољшани модел YUGO GV (Grand Value или Велика вредност). Јула исте године започео је извоз Југа у САД, а до краја године испоручено је 9.889 комада. Била је ово скоро 1/4 укупно произведених аутомобила у овој години, с обзиром да је током 1985. произведено укупно 42.455 примерка.
Након почетка производње модела Yugo GV намењеног америчком тржишту, укинути су модели Yugo 45/55 па су се на југословенском тржишту нашли само модели Yugo 45L/55L који су наредне 1986. променили назив у Yugo 45А/55А. Ови модели били су познати као Југо Америка, јер су садржали све техничке измене које су примењене на моделу Yugo GV. Неколико месеци касније појавили су се и модели Yugo 45E/55E (економик) који су представљали основни модел са нешто сиромашнијом опремом. Током 1986. проуведено је рекорсних 86.492 примерака, чиме је производња овог модела удвостручена у односу на претходну годину, док је на америчко тржиште пласирано 43.322 примерака, чиме је оно постало највеће за извозно тржиште „Заставе”, где је те године извезено 50% произведених возила. Како је Југо постао најтраженији „Заставин” аутомобил наредне 1987. представљени су нови модели како за америчко, тако и за домаће тржиште.
У Америци су 1987. представљени следећи модели: Yugo GV Plus (Grand Value Plus: основни модел са више опреме и  интегрисаним светлима за вожњу уназад у задњу светлосну групу) Yugo GVX (Grand Value Extreme: са мотором од 1.300 ccm³ и 65 KS, светлима за маглу напред и позади и алуминијумским фелнама) Yugo GVS (Grand Value Sport: спортски модел са разним украсима и мотором од 1.100 ccm³ и 60 KS), Yugo GVL (Grand Value Laxury: луксузнија верзија основног модела) и Yugo GVC (Gland Value Cabrio: кабриолет верзија, која је била у понуди само са најачим мотором). Ова палета је била за моделску годину 1988, а у Америци је продато рекордних 48.617 примерака.
На југословенском тржишту 1987. додати су модели — 45АX, 45EX, 55AX и 55EX, који су се од модела 45А, 45E, 55A и 55E разликовали по неким додатним опцијама, као што су наслони за главу, интегрисана рикверц светла у задњу светлосну групу и антена. У току 1987. производња Југа је први пут премашила 100.000 примерака. Године 1988, Заводи „Црвена застава” обележавала је велики јубилеј — 135. година од оснивања „Тополивнице” у Крагујевцу и 35. година од почетка производње аутомобила „1853—1953—1988”. Због велике популарности и лакоће препознатљивости назив Yugo је средином исте године, у оквиру обележавања јубилеја, проширен на сва Заставина возила — Застава 101 постала је тада „Yugo Skala”, док је Југо постао „Yugo Koral”. Октобра 1988. отпочела је производња, нешто раније јавности представљеног новог модела чији је радни назив био Застава 103, а комерцијални „Yugo Florida”. Након добијања новог имена, модели Југа су добили нове називе са суфиксом снаге мотора — Корал 45 (903 ccm³ и 45 KS), Корал 55 (1.116 ccm³ и 55 KS) и Корал 65 (1.299 ccm³ и 65 KS). Наредне 1989. појавили су се нови модели — Корал 60 (1.116 ccm³ и 60 KS), Корал 60 EFI и Корал 65 EFI (са мотором као на Флориди 1.3 EFI), са Бошовим електронским убризгавањем горива, типа Motronic MP 3.1). Исте године представљен је и кабриолет за европско тржиште под називом Yugo Cabrio који се продавао у две верзије 1.3 и 1.3EFI. Исте године произведено је 118.9237 примерака, што је била рекордна годишња производња овог возила, Услед пада интересовања, продаја Југа у САД је током 1988. пала на 10.391 примерак, а завршетак овог после био је након банкрота фирме Yugo America INC у јануару 1989. године. „Застава” је током 1989. извезла свега 25 возила, а после покушаја да заједно са Генексом сачува посао извоза Југа у Америку, током 1990. и 1991. извезено је још 4.763 возила.

### 1990—2002.
Године 1990. су понуђене верзије Корал 45 и Корал 55 Јуниор, као улазни модели. Исте године Иноћенти, италијанска марка за јефтине аутомобиле, под власништвом Фијата, склапа уговор са Заставом о продаји Југа на италијанском тржишту, под именом Иноћенти Корал, у верзијама Корал 45, Корал 55, Кабрио 65. Идеја је била да се палета производа овог произвођача прошири, јер су тада нудили само модел под именом Иноћенти Мини, базиран на британском Минију. Југо се у Италији нудио до 1993. Производња је достигла 91.872 примерка те године, а у Америци је продато 5.659 возила. 1991. је уведен Реноов 3-брзински аутоматски мењач, специјално за америчко тржиште. Мања количина Корала са аутоматским мењачем је испоручена и на домаћем тржишту. Тада је у Америци са лагера продато 2.509 примерака и још 1.311 наредне године. 1992. наступају санкције Југославији, па извоз стаје и обим производње се значајно смањује. Гама модела остаје непромењена до 1994. када се уводе два нова модела: Корал C и Корал CL. Корал C је био модел са нешто побољшаном опремом, док је CL служио као Корал са најјачом опремом. Од стандардног Корала разликовао се по новим дубоким браницима, задњим спојлером, ретровизорима подесивим из унутрашњости, новом маском хладњака, тзв. катапулт седиштима, тапацираним вратима, итд. 1995. целокупна гама Корал мења име у Темпо, а са њим долазе и нове измене. На све моделе из гаме примењене су неке измене са модела за страна тржишта (ретровизори), затим четвртасти бочни жмигавци, једноделна предња маска, нова инструмент табла, итд. Моторизација је остала иста. 1998. на моделима са електронским убризгавањем горива, долази до замене старог Бошовог система Motronic MP 3.1 са новијим, исто Бошовим, Motronic M4.6. Ти модели су означавани као Темпо 1.1i и 1.3i. Крајем исте године припремљен је наследник за модел CL, Ciao, али је због бомбардовања представљен тек 2000. У визуелном погледу није се много разликовао од CL-а, имао је само другачији задњи спојлер. Боје на овом моделу су биле двослојне, а самим тим и постојаније. Огибљење је спуштено што му је давало добру управљивост и добро понашање у кривинама, а од опреме имао је централно закључавање, радио, светла за маглу, треће стоп светло, задње наслоне за главу, обојене ретровизоре, кожни жути волан, другачија седишта са бочном потпором, итд. 2000. је, у сарадњи са француском дизајнерском кућом Heuliez, упоредо са флоридом, редизајниран и југо. Тада је дошло до повратка имену Корал, а нови модел се звао Корал Ин. На њему је извршено 123 измене. Сама конструкција није мењана, али је визуелно доста промењен. Додати су нови браници, маска хладњака, задњи спојлер, нови ентеријер. Током 2001. овај модел је почео да се продаје у пилот серији, а серијска производња је почела 2002. Исте године нерестилизовани модели су преименовани у Застава Корал. На новом моделу долази и до обнављања моторизације, па је уведен Пежоов бензински мотор од 1124 кубика и 60 КС, поред добро познатих агрегата, с тим што је најмањи мотор од 903 кубика избачен из понуде. Последње измене су извршене 2007. када су уведени ретровизори са фијата сеићента и нова дигитална инструмент табла. Од 1980. до 2008. произведено је 794.428 примерака. Последњи југо носио је ознаку Застава Корал Ин 1.1 са серијским бројем каросерије 1116076 и бројем мотора 1628756. На путевима се још увек вози доста „југића” и он данас спада у најчешће аутомобиле у Србији. Иако ни најстарији модели нису добили статус олдтајмера, нема сумње да ће се то десити у будућности, јер постоје клубови љубитеља овог аутомобила и марке Застава уопште, као што су Застава Фан Клуб или Југо Фан Клуб.

## Извоз
Као и већина Заставиних модела, Југо се извозио на већину европских тржишта (Уједињено Краљевство, где је постојала радионица која је вршила преправке и уграђивала неке делове специјално за то тржиште, Немачка, Холандија, Грчка, Француска, Пољска, где је Југо чак склапан у CKD китовима у компанији DAMIS у периоду између 1997. и 2000. уз коришћење појединих пољских делова, (као што су акумулатори, гуме и сл.), као и на ваневропска тржишта: Чиле, Еквадор, Нови Зеланд, Египат, Канада, где је основни модел продаван под ознаком Југо ГЛ. Ипак, најбитније извозно тржиште биле су Сједињене Америчке Државе.
За извоз у САД најзаслужнији је амерички бизнисмен Миро Кефурт, који се бавио увозом аутомобила из Источне Европе у САД. Још 1982. он је контактирао Заставу с идејом о увозу Југа у САД. Основна замисао је била у томе што мотори са мање од 50 КС нису подлегали тадашњим еколошким нормама и другим прописима. Затим је основао фирму која би се бавила увозом Југа, под именом Yugo Cars Inc. у Калифорнији. Након одобрења Фијата, он почиње да прави планове о увозу. Прва 3 (црвени, плави, бели) модела су представљена на Салону Аутомобила у Лос Анђелесу 1984. Идеја се базирала на ниској почетној цени од 4500 долара (11000 долара данас) и невероватној гаранцији од 10 година или 160.000 километара. Иако су први утисци били позитивни, Југо није успео да прође строге тестове за издувне гасове. Кефурт није имао новца да изврши потребне измене, а Застава није била вољна то да уради. Тада на сцену ступа Малколм Бриклин, који још у току трајања Салона аутомобила у Лос Анђелесу лети за Југославију да се укључи у преговоре за Југа. Највише га је привукла ниска почетна цена. Након што је сазнао да Кефурт поседује право на првих 5.000 возила, Бриклин га контактира и откупљује његову фирму за 50.000 долара, а самим тим и те аутомобиле. Бриклин је са Југом имао много веће планове од Кефурта. Желео је од Југа да направи општепознати бренд са више модела. Успео да натера Заставу да уради 400 измена да би ауто био хомологован за америчко тржиште. Док је био у Крагујевцу, Бриклин је тестирао Југо 45, и за њега је имао само речи критике. Да би Југо дошао у Америку, прво је мотор морао да буде замењен. Јединицу од 903 кубика заменила је већа од 1116 кубика са 55 КС, што је повећало максималну брзину на 138 km/h. Такође, промењени су материјали у ентеријеру и повећана безбедност. Укупно је спроведено око 500 измена. За разлику од Кефурта, који планирао да продаје Југа само у Калифорнији, Бриклин је седиште фирме преместио у Њу Џерси. Да би основао салоне у САД Бриклин је запослио Била Прајора, а за маркетинг је био задужен Тони Симинера. У сарадњи са Заставом донета је одлука да се модели за америчко тржиште склапају на посебној траци, где би радили боље обучени радници. Ова одлука је проистекла из стања које су Бриклин и Киминера затекли у фабрици, где су видели раднике како пуше на радном месту, а неке и како спавају у готовим аутомобилима. У почетку је понуђен један модел, ГВ. Био је то најјефтинији ауто на америчком тржишту са ценом од 3.990 долара (данас 9.490 долара). Други најјефтинији нови ауто био је Хјундаи ексел, са ценом од 5.200 долара (12.300 долара). Магазини су одмах тестирали нови модел. Motor Week је био један од првих који је тестирао Југа. Забележили су да квалитет ентеријера није био најсјајнији, што је било у складу са ценом, али су похвале стигле на рачун искористивости простора. Новинари су критиковали и потрошњу од 9.4 литра на 100 километара у гради, односно 7.6 на аутопуту, што је било много за тако мали ауто. Такође су похвалили понашање у кривинама и кочнице с обзиром на цену, а и убрзање од 16 секунди му је било боље од неких моћнијих модела. Test Drive Junkie је био потпуно критичан. Критиковали су квалитет израде, буку, неке безбедносне детаље, као и то што су се седишта померала по шинама у току вожње. 1987. је била најуспешнија, па су за наредну годину уведени модели GV Plus, GVX, GVS, GVL и GVC. Главни купци су били студенти, пензионери, породични људи којима је Југо био други или трећи ауто. Иако је палета производа проширена, долази до константног пада продаје. Ни увођење аутоматског мењача и мотора са електронским убризгавањем горива није помогло и са увођењем санкција 1992. Застава се повлачи са америчког тржишта. Занимљиво је да су многи премијум произвођачи откупили преостале залихе „југића” и поклањали их приликом куповине неког од њихових модела. Ту се посебно издвојио Кадилак који дуго нудио Југо без надокнаде уз скупоцени модел Аланте од 55.000 долара. Бриклин је 1998. склопио нови уговор са Заставом о продаји Југа у САД, где је нови дистрибутер требало да буде фирма под именом ZMW (Zastava Motor Works), али је од тога одустао када је БМВ запретио тужбом због имена. Југо је у САД стекао популарност, а тамо је укупно продато око 140 хиљада примерака.

## Популарност
Иако је у Србији Југо још увек врло популаран због ниске цене и ниске цене делова, као и због прераде на течни нафтни гас, која доста смањује потрошњу, на интернету и у Америци Југа сматрају за једног од најгорих аутомобила икада. У тренутку кад се појавио, Југо је био једини источноевропски ауто на америчком тржишту, па Американци нису знали колико је он бољи од већине њих. Упркос труду фабрике и увозника, Југов ниво квалитета није био адекватан за прохтеве америчких купаца. Због веома ниске цене, многи власници су се понашали немарно. Занемаривали су и основно одржавање, као што је замена уља, што Југо није могао издржати. Али ипак, они власници који су се придржавали упутстава и вршили редовно одржавање углавном су имали речи хвале. Познат је и случај Лесли Плухар, где је наводно ветар од 80 km/h одувао Југо који је она возила преко моста Макинак у савезној држави Мичиген 1989. У тужби коју је поднела њена породица ни у једном тренутку није тврђено да је ветар преврнуо ауто, већ да је она изгубила контролу и погинула. Југо се такође појављује у великом броју филмова и серија, као и музичких спотова.
Филмови
- Инспектор Геџет
- Драгнет
- Ко је убио Мону
- Птичји кавез
- Откачени продуцент
- Умри мушки 3
- Врана
- Спаситељ
- Откачени професор
- Домино
- 101 далматинац
- Ајрон мен 2 (филм)
- Аутомобили 2

## Модели Југа
| назив модела | производња | опис модела | фотографија |
| ------------ | ---------- | --- | ----------- |
| 1980 — 1986. |            | |             |
|              | 1980—1985  | Основни модел Југа, са мотором од 903 и 45 КС. |             |
|              | 1983—1986  | Лукс модел, са тапациром од велура на вратима, грејачима задњег стакла, наслонима за главу, задњим прозорима који се могу отворити, пластичном ручицом мењача, показивачем расхладне течности, брзиномером који показује до 180 km/h, рикверц светлом испод задњег браника, малим спојлером испод предњег браника, пластичним усмеривачем ваздуха на хауби, бочном гуменом лајсном и са фелнама са полураткапнама и натписом „Застава.”                                                                                       |             |
|              | 1983—1985  | Иста опрема као Југо 45, само са мотором од 1.116 и 55 КС. |             |
|              | 1983—1986  | Иста опрема као Југо 45L, само са мотором од 1.116 и 55 КС. |             |
| 1986 — 1988. |            | |             |
|              | 1986—1988  | Нови основни модел, технички сродник модела Југо ГВ. Има мотор од 903 и 45 КС. |             |
|              | 1987—1988  | Побољшани модел, са наслонима за главу и антеном. |             |
|              | 1986—1988  | Основни модел са мотором од 1.116 и 55 КС. |             |
|              | 1987—1988  | Побољшани модел, са мотором од 1.116 и 55 КС. |             |
|              | 1986—1988  | Основни модел, са мотором од 903 са 45 КС. |             |
|              | 1987—1988  | Oсновни модел, са додатим наслонима за главу и антеном, са мотором од 903 и 45 КС. |             |
|              | 1986—1988  | Иста опрема као и 45Е, само са мотором 1.116 и 55 КС. |             |
|              | 1987—1988  | Иста опрема као и 45ЕX, са мотором од 1.116 и 55 КС. |             |
| 1985 — 1991. |            | |             |
|              | 1985—1991  | Основни модел за америчко тржиште са мотором од 1.116 са 55 КС. |             |
|              | 1987—1991  | Боље опремљени GV, са интегрисаним светлима за вожњу уназад у задњу светлосну групу. |             |
|              | 1987—1991  | Спортска варијанта са разним украсима и мотором од 1.116 и 60 КС. |             |
|              | 1987—1991  | Лукс модел за америчко тржиште, имао је смањену потрошњу горива, ручица мењача није морала да се потапа за активирање хода уназад, реконструисана су седишта и притиском на полугу су се померала унапред, уграђени су нови наслони за главу и пресвлаке седишта, уграђен је грејач задњег стакла, додате су црвене траке на браницима, интегрисано је светло за вожњу уназад у задњу светлосну групу, извршена је припрема за клима уређај, побољшане су кочнице, уграђени су нови пнеуматици и уведена је нова палета боја. |             |
|              | 1987—1991  | X потиче од eXtreme, има мотор од 1.299 са 65 КС, појачано квачило, измењен ентеријер, нове спортске бранике, алуминијумске фелне, нископрофилне пнеуматике, модификовану електричну инсталацију, спољне бочне облоге каросерије, петостепени мењач. Промотивна цена овог модела била је 5.699 долара. |             |
|              | 1987—1991  | Кабриолет варијанта, на бази модела GVX, са ојачаним рамом ветробрана, аутоматским подизањем крова. У пројектовању овог модела учествовала је и америчка компанија Jubbu Designers Inc специјализована у изради механизама за кровове кабриолета. Овај модел коштао је 8.300 долара. |             |
| 1988 — 1998. |            | |             |
|              | 1990.      | Уводни модел, без светала за рикверц, десног ретровизора, задњим светлима као на првим моделима, са мотором од 903 са 45 КС односно 1.116 са 55 КС. |             |
|              | 1988—1995  | Основни модел, са мотором од 903 са 45 КС. Од измена додат му је десни ретровизор, уграђена нова маска хладњака, црвена украсна трака на браницима, итд. |             |
|              | ?          | Иноћенти Корал за југословенско тржиште, са мотором од 903 са 45 КС. |             |
|              | ?          | Комби верзија, са додатим пластичним делом на задњем крају и носивошћу од 360 kg, са мотором од 903 са 45 КС. |             |
|              | 1988—1995  | Иста опрема као и Корал 45, са мотором од 1.116 и 55 КС. |             |
|              | ?          | Комби верзија са мотором од 1.116 са 55 КС. |             |
|              | ?          | Иноћенти Корал за југословенско тржиште, са мотором од 1.116 са 55 КС. |             |
|              | 1989—1995  | Иста опрема као и Корал 55, са мотором од 1.116 и 60 КС. |             |
|              | 1989—1995  | Иста опрема као и Корал 60, са мотором од 1.116 са електронским убризгавањем и 63 КС. |             |
|              | 1988—1995  | Иста опрема као и Корал 60, са додатком халогених фарова, са мотором од 1.299 и 65 КС. |             |
|              | 1989—1995  | Иста опрема као и Корал 65, са мотором од 1.299 са електронским убризгавањем и 68 КС. |             |
|              | 1989—2008  | Кабриолет за европско тржиште, нуђен са моторима од 1.116 и 60 КС, 1.299 и 65 КС и 1.299 са електронским убризгавањем и 68 КС. На овај модел су примењиване све измене као и за стандардни југо. Последњих година производње овај модел је рађен искључиво по наруџбини. Произведено је само око 500 примерака. |             |
|              | 1990—1993  | Верзија за италијанско тржиште, продавана као иноћенти корал/кабрио. На Корал су су уграђивали мотори од 903 са 45 и 1.116 и 55 КС, а на Кабрио 1.299 и 65 КС. Ови модели се распознају по дубоким браницима, као и иноћенти ознакама. |             |
|              | 1994—1995  | Побољшани модел из 1994. |             |
|              | 1994—1998  | Побољшани модел из 1994, са новим браницима, ретровизорима подесивим из кабине, новом инструмент таблом, маском хладњака, спојлером, катапулт седиштима, другачијом тканином на вратима, итд. |             |
| 1995 — 2003. |            | |             |
|              | 1995—2003  | Основни модел из 1995, са новом маском хладњака из једног дела, четвртастим бочним жмигавцима, бочним маркицама са ознаком Југо, новом инструмент таблом. Уграђивали су се мотори од 903 са 45 КС, од 1.116 55 КС и 60 КС, од 1.116 са електронским убризгавањем и 63 КС, 1.299 са 65 КС, 1.299 са електронским убризгавањем и 68 КС. Од 1998. мотори 1.1 EFI и 1.3 EFI носе ознаке 1.1i и 1.3i. |             |
|              | 1999—2003  | Рестилизовани CL, са новим задњим спојлером, кожним жутим воланом, спуштеним задњим вешањем, спортским седиштима, задњим наслонима за главу, централним закључавањем, радиом и ретровизорима у боји каросерије. |             |
| 2002 — 2008. |            | |             |
|              | 2002—2008  | Темпо са новим називом из 2002. Мотор од 903 и 45 КС је избачен из понуде. |             |
|              | 2002—2008  | Нови рестилизовани модел. Има нове бранике, спојлер, маску хладњака, ентеријер. Такође, постоји могућност уградње централног закључавања и задњих наслона за главу. Уграђивали су се исти мотори као на моделу Темпо, са изузетком мотора од 45 КС. |             |
|              | 2002—2008  | Модел са Пежоовим мотором од 1.124 и 60 КС. |             |

Такође, нудили су се и специјални модели за милицију (са ротационим светлима и у плаво-белој комбинацији) под именом СУП, за хитне лекарске интервенције (са једним плавим ротационим светлом и у белој боји), од чега им и потиче име ХЛИ, као и модел за Ауто-мото савез Југославије, који је носио ознаку СПИ, а био је офарбан у жуто, и имао је једно наранџасто ротационо светло, знак АМСЈ и додатно светло на крову.

## Прототипови
- Југо турбо

1988. је на Сајму аутомобила у Београду представљен Југо са мотором од 1.116 ccm³ и 90 КС, са турбо-пуњачем. Идеја о Југу са турбо-пуњачем потиче још из 1986. и истраживачког рада Машинског факултета у Београду и ДМБ-а, под називом „Истраживање проблематике турбопуњења ОТО мотора.” На овај мотор уграђен је јапански турбо-пуњач, марке IHI, модел RHB 52. У његову вредност није се сумњало, пошто се налазио на многим аутомобилима познатих марки, као што је Ферари. Да би се избегло детонантно сагоревање смеше, као последице повећаног притиска, степен компресије је смањен са 9,2:1 на 7,5:1. Променом степена компресије није потпуно елиминисан ризик од неконтролисаних детонација, па је уграђен међухладњак, који би ваздух из турбине хладио на радну температуру. Такође, због повећане температуре издувни вентили су добили хлађење натријумом, а због повећаног оптерећења они су ојачани, као и њихове вођице. Измене је претрпела и издувна грана. На крају додат је и хладњак за уље, а додат је и Веберов карбуратор. Са овим изменама мотор је развијао 66 kW (89 КС) при 6000 о/мин, обртни момент од 130 Nm при 3000 о/мин. До 100 km/h убрзавао је за 9.9 секунди, са 2 одрасле особе. Максималну брзину од 170 km/h достизао је при 5300 о/мин. Од мана, дешавало се да му на узбрдицама понестане даха, што захтевало мењање степена преноса. Слична ствар се дешавала и при наглом убрзању на нижим обртајима. Ови недостаци могли су бити решени уградњом EFI система електронског убризгавања горива, као и већег међухладњака. Од других измена, укрућено му је вешање и скраћене су му опруге.
- Yugo Sparco Edition

Представљен је 2000. на Салону аутомобила у Београду. То је био југо којег је прерадила италијанска кућа за опремање спортских аутомобила, Спарко. Од измена, додата су му спортска седишта, волан, педале, специјални појасеви. Вешање је спуштено и укрућено, а измењене су и карактеристике 5. степена преноса. На овај модел уграђен је прилагођени мотор од 1.299 cm³.
- Југо Еуро

Југо Еуро је модел конструисан 1998. који је требало да буде нови Заставин модел за америчко тржиште. Малколм Бриклин, који је током 80-их већ продавао Заставине аутомобиле у Америци, решио је да се још једном опроба у томе крајем 90-их. Стога је контактирао Заставу, која је представила овај ауто. Југо Еуро је имао потпуно нови предњи део од фибергласа, са фаровима, маском и браником пореклом са флориде, што му повећавало дужину за 750 милиметара. Покретао га је мотор од 1299 cm³ и 65 КС. Имао је 5-степени мануелни мењач. До 100 km/h убрзавао је за 12 секунди, и имао је максималну брзину од 155 km/h. Био је боље опремљен него било који други Југо, а списак опреме чинио је клима уређај, сатови за струју, притисак уља, итд. Оно што је требало да буде кључно у продаји овог модела били су веома ниски трошкови одржавања; уље је требало да се мења на 40.000 километара, а остала уља и филтери пре 200.000. Произведено је 4 примерка, од чега је само један завршио у САД, у Невади, у граду Хендерсону, где је био највећи салон Заставиних аутомобила у САД. Због бомбардовања и имена компаније која би увозила нови модел (ZMW (Zastava Motor Works)) цео посао је пропао.
- Југо електра

У августу 2002. је Застава у сарадњи београдским Електротехничким факултетом, Севером из Суботице и Крушиком из Ваљева представила први домаћи електрични аутомобил. Имао је асинхрони мотор, изум Николе Тесле. Ауто је имао само 2 места за путнике, јер је позади инсталиран акумулатор од 140 V и 60 Ah. Ауто је првенствено дизајниран за градску вожњу, а са једним пуњењем могао је прећи од 60 до 80 километара. Пуњење је трајало око 5 сати до максималног капацитета, а највећа брзина је била 90 km/h, док је идеална била око 60. Овај модел није угледао светлост дана, а данас се у Крагујевцу вози један југо са ознаком електра, мада са бензинским мотором.
- Југо концепт из 2002.

На Сајму аутомобила у Београду 2002. Застава је представила пројекат модернизације југа. Нови модел имао потпуно нови предњи део, са дуплим округлим фаровима и новим браником. Додати су и нови ретровизори. Задњи крај је потпуно промењен, са модернијим задњим вратима, задњим светлима и браником. Такође, уграђен је и нови ентеријер. Није ушао у серијску производњу, иако је ова модернизована каросерија искоришћена за електрични ауто фирме Глобус из Дебељаче, неколико година касније.
- Застава Корал Ин Л ГТИ

2003. године на Сајму аутомобила у Београд представљен је Југо са Пежоовим 1.6 бензинским мотором са 98 КС, који се већ уграђивао на флориду. Са толиком снагом могао је да убрза до 100 km/h за мање од 10 секунди и достигне максималних 180 km/h. У питању је најснажнији мотор икад уграђен на Југа. Споља је изгледао идентично као Корал Ин, с тим што је офарбан у наранџасту и има два мала додатна усисника на предњем бранику. Каросерија је учвршћена на више места, на предњем трапу, врху амортизера и Б стубу. Ауто је спуштен да би се постигла већа стабилност. Поседовао је сва 4 самовентилирајућа диска. Од овог модела се одустало због превелике цене на тржишту.
- Застава Корал Ин Куп Концепт

2005. је на Сајму аутомобила представљен олакшани Југо припремљен за трке, који је могао да достигне 100 km/h за мање од 8 секунди. У њега је такође био уграђен Пежоов 1.6 мотор.
- Југо са Тојотиним мотором

2003. године у пет примерака Југа су за потребе испитивања уграђени Тојотини мотори 1SZ-FE од 1.000 кубика и 70 КС, са VVT-i системом варијабилног развода вентила и 4 цилиндра. Сви примерци су продати у периоду од 2007. до 2010. године. У 2024. се поуздано зна да су 3 примерка још увек у животу (лоцарани су у Крагујевцу, Новом Саду и Београду), док је један примерак слупан и уништен у околини Ужица 2021. године.

## Техничке карактеристике
|                                       | 45/ 1.0Е                     | 55/1.1                         | 60/1.1                       | 60 EFI/1.1 EFI/1.1i          | 1.1i (Пежо)                  | 65/1.3                       | 65 EFI/1.3 EFI/1.3i                                       |
| ------------------------------------- | ---------------------------- | ------------------------------ | ---------------------------- | ---------------------------- | ---------------------------- | ---------------------------- | --------------------------------------------------------- |
| Запремина мотора                      | 903 cm³                      | 1116 cm³                       | 1116 cm³                     | 1116 cm³                     | 1124 cm³                     | 1299 cm³                     | 1299 cm³                                                  |
| Степен компресије                     | 9,0                          | 9,2                            | 9,2                          | 9,2                          | 9,7                          | 9,2                          | 9,2                                                       |
| Пречник x ход клипа                   | 65 x 68                      | 80 x 55,5                      | 80 x 55,5                    | 80 x 55,5                    | 72 x 69                      | 86,4 x 55,5                  | 86,4 x 55,5                                               |
| Снага мотора (kW / КС) при 6000 о/мин | 33 kW / 45 КС при 6000 о/мин | 40.5 kW / 55 КС при 6000 о/мин | 45 kW / 60 КС при 5800 о/мин | 47 kW / 63 КС при 5600 о/мин | 44 kW / 60 КС при 5500 о/мин | 48 kW / 65 КС при 6000 о/мин | 48 kW / 65 КС при 6500 о/мин и 50 kW/68 КС при 5500 о/мин |
| Максимални обртни момент при о/мин    | 62,8 Nm / 3.300              | 77,5 Nm / 3.000                | 89 Nm / 3.600                | 85 Nm / 3.800                | 94 Nm / 3.500                | 98 Nm / 3.000                | 95 Nm . 3.800                                             |
| Маса                                  | 750 kg                       | 790 kg                         | 790 kg                       | 790 kg                       | 830 kg                       | 810 kg                       | 830 kg                                                    |
| Максимална брзина                     | 135 km/h                     | 145 km/h                       | 150 km/h                     | 150 km/h                     | 162 km/h                     | 155 km/h                     | 158 km/h                                                  |
| Убрзање (0–100 km/h)                  | 20.09 сек.                   | 16,75 сек.                     | 15,5 сек.                    | 15 сек.                      | 14,4 сек.                    | 14,5 сек.                    | 13.8 сек.                                                 |

|                         | Југо |
| ----------------------- | --- |
| Тип каросерије          | Путнички аутомобил са 5 седишта и 3 врата Кабриолет са 5 седишта и 2 врата |
| Мотор                   | Водено хлађени редни 4-цилиндрични |
| Гориво                  | Безоловни бензин |
| Точкови                 | 135 R13/ 145 SR13/ 155/70 R13 |
| Дужина                  | 3.490 mm (3.550 mm Кабрио, 3.552 mm Корал Ин) |
| Ширина                  | 1.542 mm |
| Висина                  | 1.390 mm (1.400 mm Кабриолет) |
| Међуосовинско растојање | 2.150 mm |
| Капацитет пртљажника    | 170 l |
| Капацитет пртљажника    | 450 l (спуштена задња седишта) |
| Капацитет резервоара    | 32 l |
| Пренос                  | Предњи погон, 4 брзински мењач + рикверц Предњи погон, 5 брзински мењач + рикверц Предњи погон, 3 брзински аутоматски мењач                                                                                                |
| Пречник заокрета        | 9,5m |
| Предње вешање           | Независно са амортизерима двоструког дејства |
| Задње вешање            | Независно са амортизерима двоструког дејства, попречни лиснати гибањ има функцију стабилизатора |
| Предње кочнице          | Дискови, 227mm |
| Задње кочнице           | Добоши, 186mm |
| Паљење                  | Контактно (45/1,0Е), електронско Bosch (остали модели) |
| Напајање горивом        | Једногрли карбуратор IPM 32 MGV 33 (45), једногрли карбуратор IPM 32 MGV 12 (55), двогрли карбуратор Weber 7Y 2M-RA (60, 65), електронско убризгавање Bosch Motronic MP 3.1 (60 EFI, 65 EFI, од 1998. Bosch Motronic M4.6) |
| Разводни систем         | Брегаста осовина у блоку (45), брегаста у глави (остали модели) |

| модели                  | основни модел 1980—2008. | 2002—2008. |
| ----------------------- | ------------------------ | ---------- |
| дужина возила           | 3.490                    | 3.552      |
| висина возила           | 1.345                    | 1.345      |
| ширина возила           | 1.548                    | 1.548      |
| међуосовинско растојање | 2.449                    | 2.449      |

## Галерија
- Рани модел из 1983. у Енглеској
- Југо у Шпанији
- Корал 65 ЕФИ у Пољској
- Југо ГВЛ
- Југо Темпо
- Полицијски Југо
- Југо са нефабричком маском
- Једна од верзија за Француску
- Југо је прилично популаран као ауто за тјунинг
- Мотор Југа 55